# Kasteel van Saffelberg

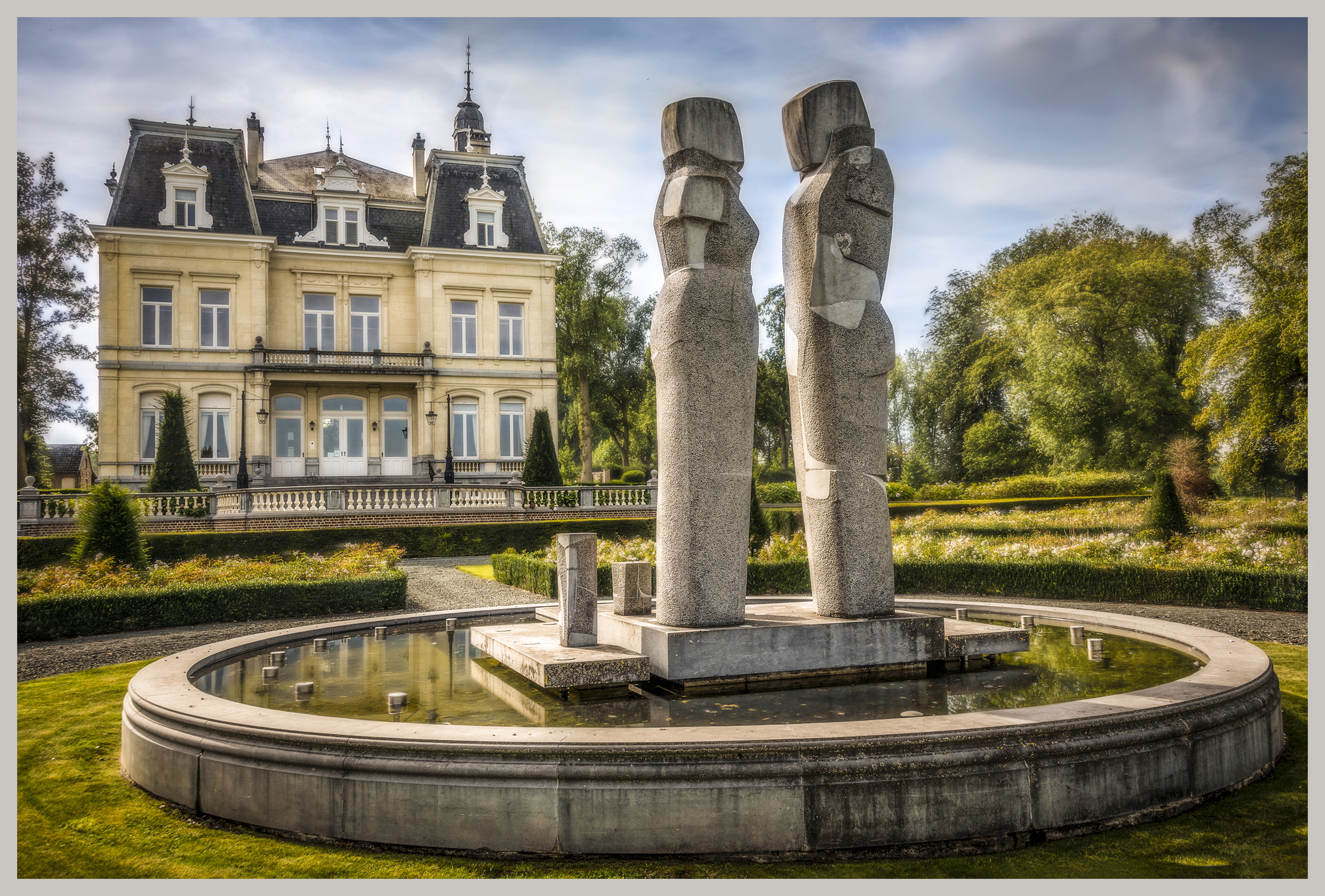
Kasteel van Saffelberg

Het kasteel van Saffelberg (ook het kasteel van Oplombeek genoemd) is een kasteeldomein gelegen in de Vlaams-Brabantse gemeente Gooik, in het Pajottenland.

## Geschiedenis
Het landgoed is traceerbaar op de Ferarriskaarten en zou sinds de jaren 1830 in handen zijn geweest van de Brusselse eigenaar Jean-Baptiste Claessens. In 1906 kwam het domein in het bezit van de familie Van Oldeneel tot Oldenzeel - De Wouters de Bouchout, waarop zich al een landhuis bevond. Tussen 1909 en 1912 vond er een transformatie plaats waarbij het bestaande landhuis werd vervangen door een nieuw opgetrokken kasteel. De architect Gustave Van den Bemden tekende het ontwerp van dit neorenaissance kasteel in Franse stijl.

## Architectuur
Het kasteel herbergt een variëteit aan architecturale stijlen. Het salon en de traphal zijn ontworpen volgens de neo-Lodewijk XV-stijl, terwijl de rookkamer een neo-Empirestijl uitstraalt. Bovendien zijn de eetkamers vormgegeven met elementen uit de neo-Vlaamse renaissancestijl.

## Tuinaanleg
Het château werd in 1906 herbouwd in een eclectische stijl, met een nieuw ontworpen "Franse" tuin. Landschapsarchitect Auguste-Louis Delvaux speelde een rol in de tuinaanleg, waarbij een strakke lay-out tussen de straat en het kasteel werd gecreëerd met rotondes en siervoorzieningen. Het park werd uitgebreid en beplant met diverse bomen en struiken, waaronder enkele zeldzame soorten. 

## Heden
Tot voor kort was het kasteel nog in het bezit van de familie Van Oldeneel. Echter, in 2007 werd het verworven door een investeringsonderneming. Sindsdien onderging het kasteel een volledige restauratie en is het getransformeerd tot het centrum van een omvangrijk bedrijf. Het herbergt nu kantoren, vergaderruimtes, een eetzaal en diverse andere faciliteiten.
- Inventaris van het Bouwkundig Erfgoed (Vlaanderen): 134740